# Lambertshasel
Die Lambertshasel (Corylus maxima) ist eine Pflanzenart aus der Gattung Hasel (Corylus) innerhalb der Familie Birkengewächse (Betulaceae).

## Beschreibung

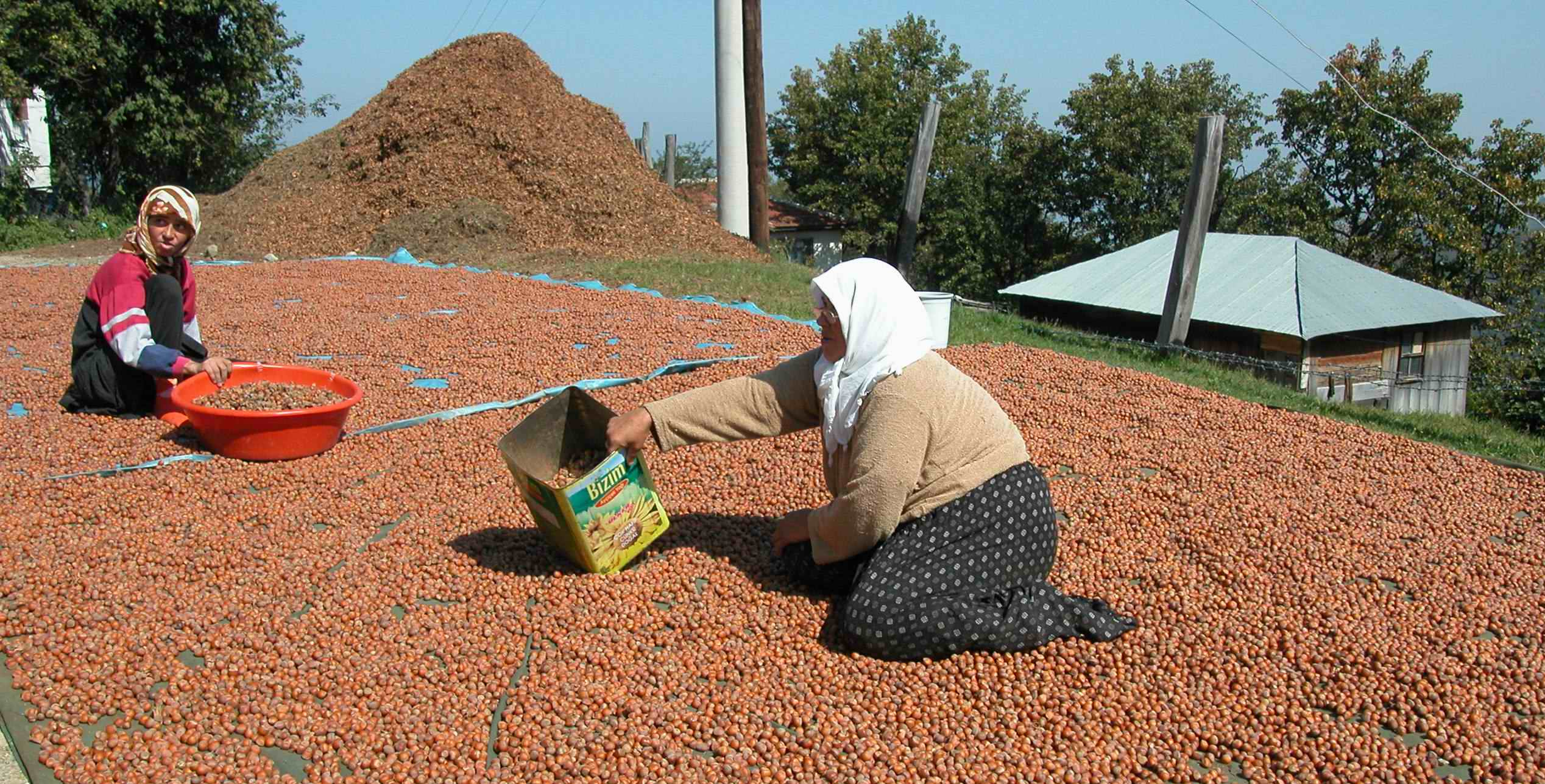
Trocknung von Lambertsnüssen

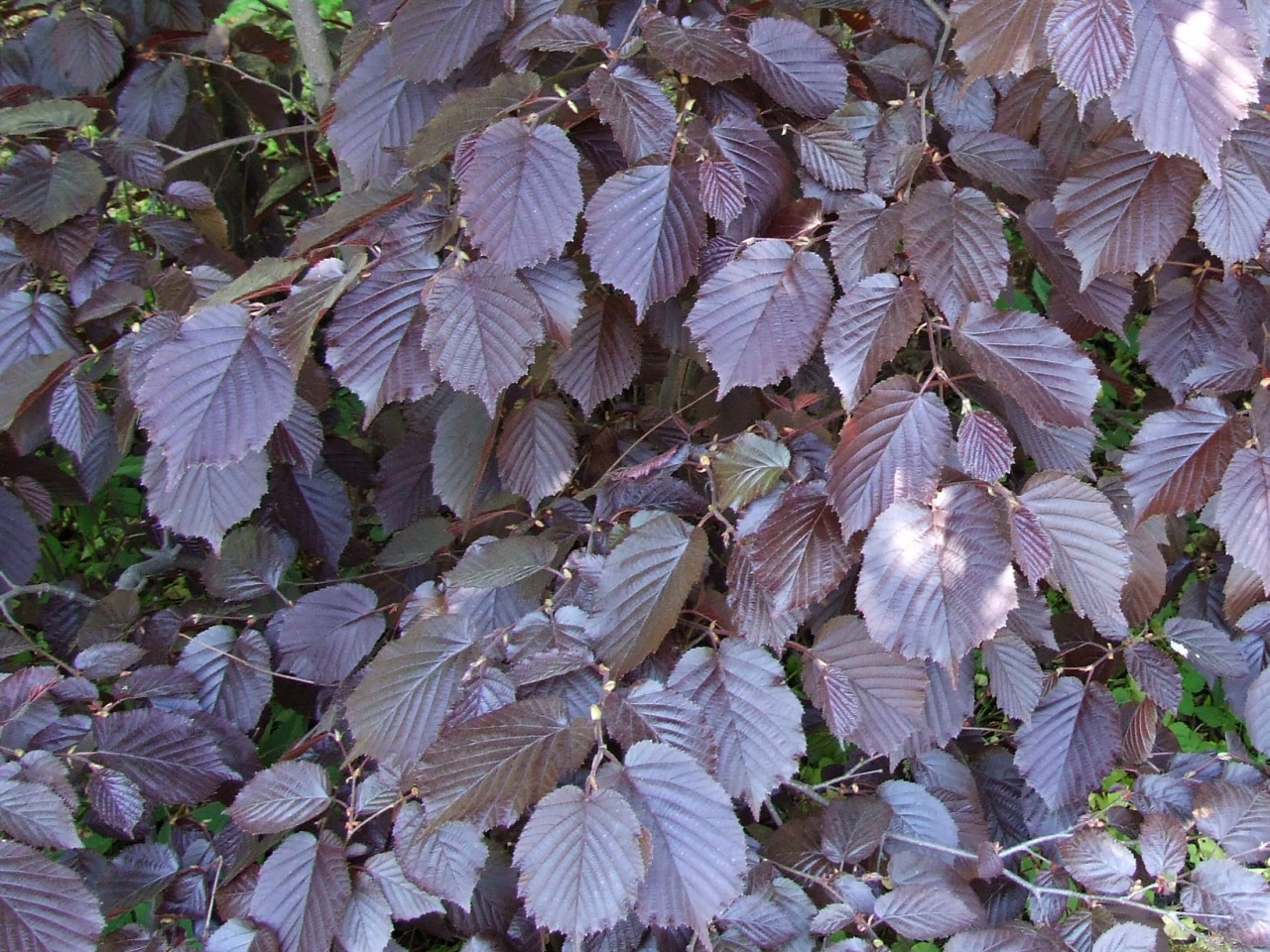
Bluthasel (Corylus maxima ‘Purpurea’)

### Vegetative Merkmale
Die Lambertshasel ist ein sommergrünes Laubgehölz. Sie wächst als großer Strauch oder als Baum; sie erreicht größere Wuchshöhen als die Gemeine Hasel (Corylus avellana). Die Laubblätter haben einen oft sehr intensiven braun-roten Schein.

### Generative Merkmale
Die Lambertshasel ist einhäusig getrenntgeschlechtig (monözisch).
Die Nuss der Lambertshasel gleicht am meisten der „Zeller Nuss“ und ist von einer sehr langen, eingeschnürten, am oberen Ende geschlitzten Fruchthülle umgeben.
Die Chromosomenzahl beträgt 2n = 22 oder 28.

## Vorkommen
Die Lambertshasel stammt ursprünglich aus der nordwestlichen Balkanhalbinsel. Ihr Name ist eine Abwandlung von lampartische Nuss (mhd. lampartisch = lombardisch).

Im Jahr 2022 wurden laut FAO weltweit 1.195.732 t Haselnüsse geerntet. Die zehn größten Produzenten ernteten zusammen etwa 97,0 % der Welternte.
| Erntemengen 2022 (in t, mit Schale) Haselnüsse | Erntemengen 2022 (in t, mit Schale) Haselnüsse |
| Land                                           | Ernte                                          |
| ---------------------------------------------- | ---------------------------------------------- |
| Türkei                                         | 765.000                                        |
| Italien                                        | 98.670                                         |
| Aserbaidschan                                  | 72.105                                         |
| Vereinigte Staaten                             | 70.310                                         |
| Chile                                          | 62.557                                         |
| Georgien                                       | 33.400                                         |
| Volksrepublik China                            | 24.696                                         |
| Iran                                           | 13.406                                         |
| Frankreich                                     | 9.960                                          |
| Polen                                          | 9.500                                          |
| Summe Top Ten                                  | 1.159.604                                      |
| Quelle: FAO                                    |                                                |

Die Lambertshasel ist kälteempfindlicher als die in Mitteleuropa heimische Gemeine Hasel. Ihr Hauptanbaugebiet liegt in der türkischen Schwarzmeerregion. Dort werden drei Viertel der weltweit erzeugten im Handel erhältlichen „Haselnüsse“ erzeugt; nur der kleinere Teil der Weltproduktion an Haselnüssen stammt von der Gemeinen Hasel (Corylus avellana).

## Systematik

### Taxonomie
Die Erstveröffentlung von Corylus maxima erfolgte 1768 durch Philip Miller in The Gardeners Dictionary, 8. Auflage, No. 2.

### Botanische Geschichte
Die Arten Gemeine Hasel (Corylus avellana) und Corylus maxima sind frei miteinander kreuzbar, überlappen in ihren morphologischen Merkmalen und in ihrem Verbreitungsgebiet. Etliche Kultivare sind nicht ohne weiteres einer der Arten zuzuordnen. Bei phylogenomischen Untersuchungen, bei denen die Verwandtschaft anhand des Vergleichs homologer DNA-Sequenzen untersucht wird, bildeten Abkömmlinge beider Arten eine undifferenzierte Klade. Viele Autoren neigen daher dazu, diese und einige weitere, früher unterschiedene Arten wie Corylus pontica K.Koch und Corylus colchica Albov als Formen, Ökotypen oder Varietäten einer weitgefassten Art Corylus avellana aufzufassen, dies wird auch bei der Zucht und in angewandten Fragen meist so gesehen, so dass zum Beispiel die mediterranen Haselnuss-Kultivare, einschließlich der türkischen, nun meist der Art Corylus avellana zugeordnet werden. Die IUCN akzeptiert allerdings bisher, zumindest für die Vorkommen auf der nördlichen Balkanhalbinsel, den Artstatus. Eine Vermutung ist, dass die Lambertshasel hybridogenen Ursprungs und erst in Kultur des Menschen entstanden ist. Der Vorschlag, alle, zu großen Teilen auf nachgewiesene oder vermutete Hybridisierungen zurückgehenden kultivierten Haselnuss-Sippen einer weit gefassten Kulturart Corylus domestica Kosenko & Opalko zuzuordnen, hat allerdings außerhalb der Ukraine keine Akzeptanz gefunden.

### Varietäten und Zuchtformen
Einige Cultivare der Lambertshasel, wie die „Weiße Lambertsnuss“, „Webbs Preisnuss“ (eine Kreuzung mit Corylus avellana var. grandis, gezüchtet durch den Engländer Richard Webb) oder die „Bandnuss“, werden vorwiegend kommerziell angebaut.
Die „Bluthasel“ ist eine rotlaubige Sorte (Corylus maxima ‘Purpurea’); sie wird häufig als Zierstrauch in Gärten angepflanzt. Oft wird sie irrtümlich als eine Zuchtform der Gemeinen Hasel angesehen.

## Trivialnamen
Für die Lambertshasel bestehen bzw. bestanden auch die weiteren deutschsprachigen Trivialnamen Augustnuss (Zabergau), Bartnuss (Salzburg), Baschtnuss (Salzburg), Bluthaselnuss (Kurpfalz), Blutnuss (Henneberg), Römische Haselnuss (Straßburg), Rote Haselnuss (Würzburg), Heseliner (althochdeutsch), Lambertsnuss (Lambert im Sinne von Lombardei), Lammertsnot (Bremen), Lammersche Not (Bremen), Lampertsnuss (Schwaben), Rote Nuss, Ruhrnuss (Augsburg) und Zellernuss (Würzburg). Die Zellernuss weist allerdings eine kurze, geschlitzte Fruchthülle auf und wird daher meist eher als Zuchtform der Gemeinen Hasel angesehen.